# Darko Puškarić
Darko Puškarić (in serbo Дарко Пушкарић?; Novi Sad, 13 luglio 1985) è un calciatore serbo, centrocampista del Mladost Bački Jarak.

## Caratteristiche tecniche
Trequartista, può giocare anche come terzino su entrambe le fasce.

## Palmarès

### Club

#### Competizioni nazionali
- Coppa di Serbia: 1

Vojvodina: 2013-2014